# 保谷サチエ
保谷 サチエ（ほや サチエ）は、日本のファッションモデル。N・F・B所属。

## 出演

### 広告
- 楽天ギフトCF「お歳暮」篇
- ZOZOTOWN「ZOZOHEAT 2020AIR」
- afternoontea room×Aprica
- Pigeon ベビーカー
- 小田急百貨店 町田
- セコムホームライフ グローリオコンフォート両国
- fujitsu arrows
- AEON水着
- だいじょうぶせっけん

### 雑誌
- OZmagazine（スターツ出版）
- クロワッサン（マガジンハウス）
- KADOKAWA つけるだけで肌も免疫力もアップ！疲労回復マスク（KADOKAWA ）
- フリーペーパー have a nice photo!

### ショー
- 文化服飾学院ショー
- セロリー ユニフォームショー
- ららぽーと横浜 フロアショー
- JAFICショー
- lynk&co×JOMAsportsショー (中国向け)

### WEB
- Panasonic beauty ドライヤー
- google home
- ホテル イルアズーリ(伊豆)
- ホテルインディゴ 犬山有楽苑
- the shop TK
- jeansmate